# Caudeval
Caudeval är en kommun i departementet Aude i regionen Occitanien  i södra Frankrike. Kommunen ligger  i kantonen Chalabre som ligger i arrondissementet Limoux. År 2013 hade Caudeval 163 invånare.

## Befolkningsutveckling
Antalet invånare i kommunen Caudeval
Referens: INSEE